# Kristóf Bálint
Kristóf Bálint (* 23. Mai 1965 in Budapest) ist ein deutscher evangelischer Theologe und Generalsuperintendent für den Sprengel Potsdam der Evangelischen Kirche Berlin-Brandenburg-schlesische Oberlausitz (EKBO).

## Leben und Wirken
Bálint wuchs im ostthüringischen Gera auf, absolvierte die Polytechnische Oberschule (POS) und danach eine Lehre als Koch, weil ihm der Zugang zur Erweiterten Oberschule (EOS/Gymnasium) wegen feindlich-negativer politischer Aktivitäten verwehrt wurde. Bálint hatte im Rahmen des eingeführten Wehrkundeunterrichts in der POS die Ausbildung am Gewehr und den Handgranatenweitwurf verweigert. Nach der erfolgreichen Lehre ging er in das Brüderhaus (heute Diakonie-Kolleg Lindenhof) Neinstedt zur Theologischen Grundausbildung als Diakon. Zur Spezialausbildung für die Arbeit mit Kindern, Jugendlichen und Familien ging er ans Diakonenhaus Moritzburg/Sachsen. Im Anschluss wurde er als Kinder- und Jugenddiakon in der Evangelischen Regler-Gemeinde Erfurt angestellt und 1991 als Studienleiter am neu gegründeten Pädagogisch-Theologischen Zentrum in Reinhardsbrunn (heute: PTI Neudietendorf) berufen, das er mit Eckhard Schack, später Wilhelm Epting u. a. aufbaute. Nach vielen Jahren der evangelischen Kinder-, Jugend-, Familien- und Bildungsarbeit studierte Bálint in Jena Theologie. Das Vikariat absolvierte er von 1999 bis 2001 in Ichtershausen im Ilm-Kreis.
In Arnstadt wurde Bálint im Jahre 2001 ordiniert und war zunächst von 2001 bis 2008 Pfarrer in Finsterbergen im Landkreis Gotha. Von 2008 bis 2012 hatte er die Pfarrstelle in Stotternheim bei Erfurt inne. Am 1. September 2012 übernahm er das Amt des Superintendenten im Kirchenkreis Bad Frankenhausen-Sondershausen in der Evangelischen Kirche in Mitteldeutschland.
Am 6. September 2020 wählte der Wahlkonvent der Evangelischen Kirche Berlin-Brandenburg-schlesische Oberlausitz in Potsdam Bálint zum Generalsuperintendenten – das Amt in der EKBO entspricht dem eines Regionalbischofs – für den Sprengel Potsdam. 
Er löste in diesem Amt Heilgard Asmus ab. Bálint hat seine Tätigkeit am 1. Januar 2021 aufgenommen. Im Mai 2021 wurde er zum Domherrn des Domstiftes Brandenburg ernannt.
Kristóf Bálint ist mit Maria Bálint-Blaschke verheiratet, hat drei erwachsene Kinder und sechs Enkelkinder.